# Arrondissement de Waldenburg

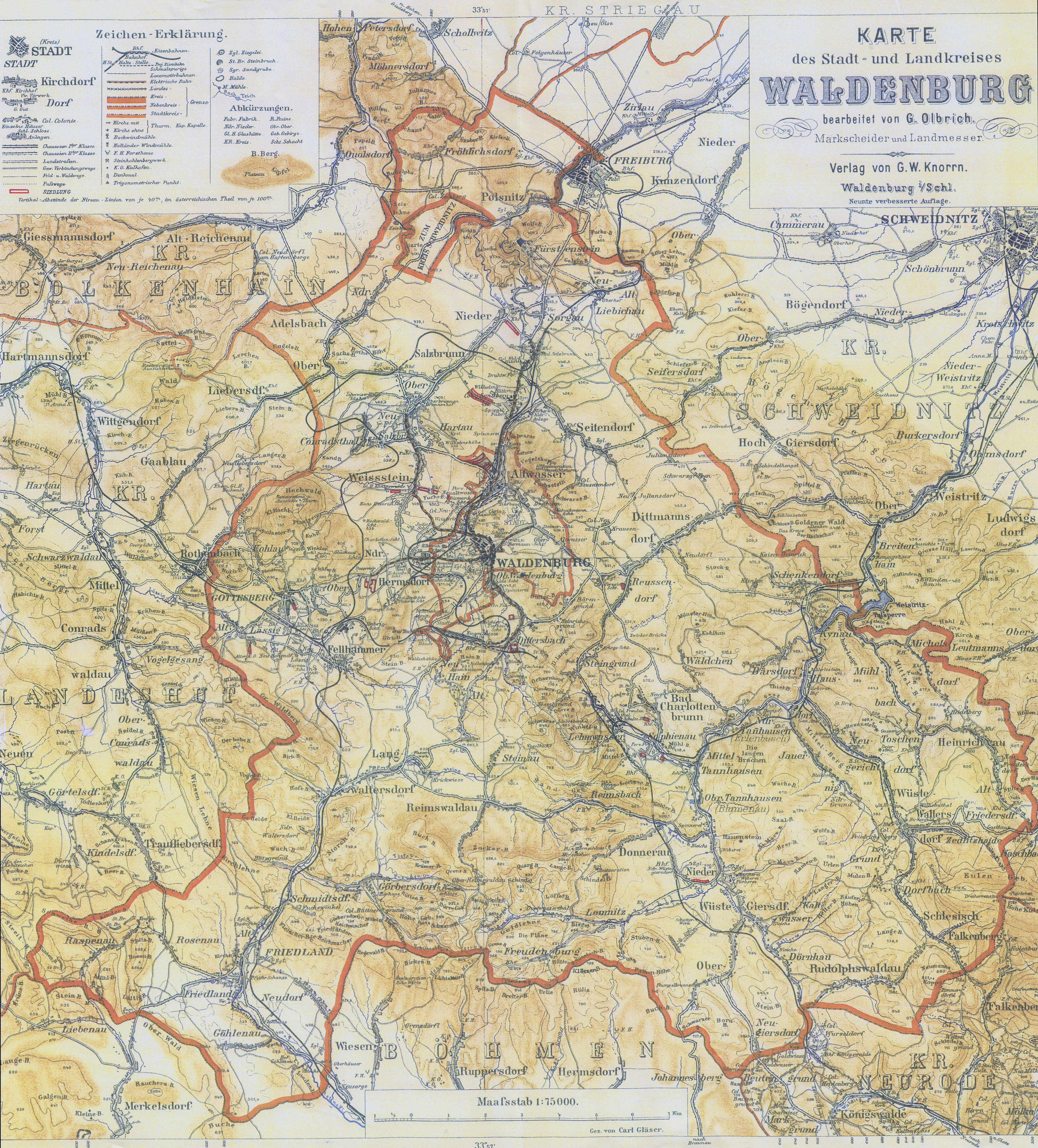
Carte de l'arrondissement de Waldenburg.

L'arrondisement de Waldenburg est un arrondissement prussien de Silésie. Il existe de 1818 à 1945. Son siège est la ville de Waldenburg, qui a formé son propre arrondissement urbain depuis 1924. L'ancienne territoire de l'arrondissement fait maintenant partie de la voïvodie polonaise de Basse-Silésie.

## Histoire
Dans le district de Reichenbach dans la province prussienne de Silésie, le nouveau arrondissement de Waldenburg est formé le 1er janvier 1818 à partir de la partie sud-ouest de l'arrondissement de Schweidnitz. Après la dissolution du district de Reichenbach, les arrondissements de Schweidnitz et de Waldenburg sont rattachés le 1er mai 1820 au district de Breslau.
Le 8 novembre 1919, la province de Silésie est dissoute et la nouvelle province de Basse-Silésie est formée à partir des districts de Breslau et Liegnitz.
Le 1er avril 1924, la ville de Waldenburg est élevée au rang d'arrondissement urbain. Le 30 septembre 1929, tous les districts de domaine de l'arrondissement de Waldenburg sont dissous et attribués aux communes voisines conformément aux développements dans le reste de la Prusse.
Le 1er avril 1934, les communes d'Alt Reichenau et Quolsdorf de l'arrondissement de Jauer et les communes de Gaablau, Liebersdorf et Rothenbach (de) de l'arrondissement de Landeshut sont transférées dans l'arrondissement de Waldenburg. Dans le même temps, l'arrondissement urbain de Waldenburg est élargi pour inclure la commune d'Ober Waldenburg (de) et des parcelles de terrain des communes de Dittersbach, Hermsdorf et Weißstein de l'arrondissement de Waldenburg.
Le 13 septembre 1937, la ville et l'arrondissement reçoivent la dénomination officielle de Waldenburg (Schles.). Le 7 octobre 1937, le point dans l'ajout Waldenburg (Schles) est supprimé dans le nom officiel. Le 1er avril 1938, les provinces prussiennes de Basse-Silésie et de Haute-Silésie sont réunies pour former la nouvelle province de Silésie. Le 18 janvier 1941, la province de Silésie est à nouveau dissoute. La nouvelle province de Basse-Silésie est formée à partir des districts de Breslau et de Liegnitz.
Au printemps 1945, le quartier est occupé par l'Armée rouge. À l'été 1945, l'arrondissement est placé sous administration polonaise par les forces d'occupation soviétiques conformément à l'Accord de Potsdam (de). L'afflux de civils polonais commence dans l'arrondissement, dont certains viennent des zones à l'est de la ligne Curzon qui sont tombées aux mains de l'Union soviétique. Dans la période qui suit, la majeure partie de la population allemande est expulsée de l'arrondissement.

## Constitution communale
L'arrondissement de Waldenburg était initialement divisé en villes, en communes et en districts de domaine. Avec l'introduction de la loi constitutionnelle prussienne sur les communes du 15 décembre 1933 ainsi que le code communal allemand du 30 janvier 1935, le principe du leader est appliqué au niveau municipal. Une nouvelle constitution d'arrondissement n'est plus créée; Les règlements de l'arrondissement pour les provinces de Prusse-Orientale et Occidentale, de Brandebourg, de Poméranie, de Silésie et de Saxe du 19 mars 1881 restent applicables.

## Évolution de la démographie
| Année | Habitants | Source |
| ----- | --------- | ------ |
| 1819  | 35.011    | [ 2 ]  |
| 1846  | 56 263    | [ 3 ]  |
| 1871  | 99 452    | [ 4 ]  |
| 1885  | 117 684   | [ 5 ]  |
| 1900  | 143 361   | [ 6 ]  |
| 1910  | 168 714   | [ 6 ]  |
|       |           |        |
| 1925  | 133 504   | [ 7 ]  |
| 1939  | 117 918   | [ 7 ]  |

## Administrateurs de l'arrondissement
- 1818–183400Leopold von Reichenbach
- 1834–184700von Ziethen
- 1847–185300August von Ende
- 1854–186600Arnold von Rosenberg (de)
- 1867–187400Conrad von Zedlitz und Neukirch (de)
- 1875–188200Rudolf von Bitter le Jeune
- 1882–188500Karl von Dörnberg (de)
- 1885–189700Kurt von Lieres und Wilkau (de)
- 1897–190700Jakob Scharmer
- 1907–191600Robert von Zedlitz und Neukirch (de)
- 1916–191900Götz von Götz (de)
- 19190000000Mücke
- 1920–192500Oskar Schütz
- 1925–193200Karl Franz (de)
- 1932–193300Wilhelm Brandes
- 19330000000Walther von Boeckmann (de)
- 1933–193400Walther Kühn (de)
- 1934–194300Karl Williger (de)
- 1943–194500Günther Bier

## Communes
L'arrondissement de Waldenburg comprend pour la dernière fois deux villes et 45 communes :
| - Adelsbach - Alt Reichenau - Altlässig - Bad Charlottenbrunn - Bad Salzbrunn - Bärsdorf - Dittmannsdorf - Donnerau - Dorfbach - Dörnhau - Erlenbusch - Fellhammer (de) | - Friedland, ville - Fröhlichsdorf - Gaablau - Göhlenau - Görbersdorf - Gottesberg (de), ville - Großhain - Hausdorf - Heinrichsau - Hermsdorf (de) - Kynau - Langwaltersdorf | - Lehmwasser - Liebersdorf - Liebichau - Lomnitz - Michelsdorf - Neudorf - Nieder Salzbrunn (de) - Ober Wüstegiersdorf - Polsnitz (pl) - Quolsdorf - Raspenau - Reimsbach | - Reimswaldau - Reußendorf (de) - Rothenbach-en-Silésie (de) - Rudolfswaldau - Schmidtsdorf - Seitendorf (de) - Sophienau - Steingrund - Weißstein (de) - Wüstegiersdorf - Wüstewaltersdorf |

Wüstegiersdorf s'appelait Nieder Wüstegiersdorf jusqu'en 1917, Hermsdorf s'appelait Nieder Hermsdorf jusqu'en 1933 et Bad Salzbrunn s'appelait Ober Salzbrunn jusqu'en 1933. Les incorporations suivantes ont lieu dans l'arrondissement en 1937:
| - Alt Liebichau, le 4 mars 1909 à Liebichau - Altain, le 24 avril 1923 à Dittersbach - Altwasser, le 1er avril 1919 à Waldenburg - Barengrund, le 4 mai 1920 à Dittersbach - Blumenau, le 1er janvier 1929 à Wüstegiersdorf - Dittersbach-en-Silésie (de), le 1er mai 1935 à Großhain - Freudenburg (de), le 1er janvier 1929 à Lomnitz - Friedersdorf, le 1er avril 1938 à Heinrichau - Grund, le 1er octobre 1937 à Wüstewaltersdorf - Hartau, le 31 mars 1920 à Neu Salzbrunn - Jauernig, le 1er avril 1938 à Hausdorf - Kaltwasser, le 1er janvier 1929 à Wüstegiersdorf - Konradtal (de), le 1er juin 1929 à Weißstein - Neu Lässig, le 30 septembre 1928 à Fellhammer - Neu Liebichau, le 4 mars 1909 à Liebichau - Neu Salzbrunn, le 1er avril 1927 à Weißstein - Neu Wuestegiersdorf, le 1er janvier 1929 à Ober Wüstegiersdorf | - Neugericht, le 1er avril 1938 à Hausdorf - Neuhain, le 1er mai 1934 à Steinau - Neuhohendorf, le 30 septembre 1928 à Fellhammer - Nieder Adelsbach, après 1910 à Adelsbach - Nieder Waltersdorf, le 28 janvier 1926 à Schmidtsdorf - Ober Adelsbach, après 1910 à Adelsbach - Ober Hermsdorf, le 31 mars 1929 à Gottesberg - Ober Waldenburg (de), le 1er mai 1934 à Waldenburg - Rosenau, le 1er avril 1938 à Raspenau - Schenkendorf, le 1er avril 1937 à Kynau - Schlesisch Falkenberg, le 1er janvier 1929 à Dorfbach - Sorgau, le 10 avril 1920 à Nieder Salzbrunn - Steinau, le 1er avril 1938 à Großhain - Tannhausen, le 1er janvier 1929 à Wüstegiersdorf - Toschendorf, le 1er octobre 1937 à Wüstewaltersdorf - Wäldchen, le 1er avril 1938 à Erlenbusch - Zedlitzheide (de), le 1er octobre 1937 à Wüstewaltersdorf |

## Caractéristiques touristiques
Le château de Fürstenstein est situé au nord de l'ancien territoire de l'arrondissement.

## Personnalités liées à l'arrondissement
- Karl von Pückler-Burghauß (1817-1899), homme politique né à Tannhausen.
- Carl Hauptmann, écrivian, né le 11 mai 1858 à Obersalzbrunn
- Gerhart Hauptmann, écrivain et prix Nobel de littérature, né le 15 novembre 1862 à Obersalzbrunn, (depuis 1935 "Bad Salzbrunn"), décédé le 6 juin 1946 à Agnetendorf.
- Peter Weirauch (de), compositeur et guitariste, né le 30 août 1933 à Polsnitz (pl), décédé le 30 janvier 2019 à Berlin.